# Nuk'ri Manchkhava
Nuk'ri Manchkhava (Tbilisi, 5 gennaio 1982) è un ex calciatore georgiano, di ruolo difensore.

## Carriera
Ha esordito con la Dinamo Tblisi nella quale ha giocato tre anni prima di passare nel 2005 al FBK Kaunas.
Con il club lituano, il 5 agosto 2008, ha eliminato al secondo turno di qualificazione alla UEFA Champions League 2008-2009 il quotato e favorito Rangers Glasgow, portando così la squadra lituana ad un passo dalla fase a gironi della competizione.
Nel 2009 è approdato al Torpedo Zhodino, club della massima divisione bielorussa.
Nel gennaio del 2010 si svincola dal club bielorusso: nello stesso anno si lega allo Spartaki-Tskhinvali, club georgiano con cui ottiene la permanenza in massima categoria al termine degli spareggi salvezza della Umaglesi Liga 2010-2011.
Nel 2011 passa al T'orp'edo Kutaisi, sempre nella massima divisione georgiana.

## Palmarès

### Club

#### Competizioni nazionali
- Campionato lituano: 2

FBK Kaunas: 2006, 2007